# Morti nel 2005/Novembre
| Questa pagina contiene informazioni ricavate automaticamente dalle voci biografiche con l'ausilio del template Bio e di un bot. L'aggiornamento è periodico e automatico e ricostruisce completamente la pagina. Se manca una persona in questa lista, sei pregato di non aggiungerla, ma accertati piuttosto che la sua voce biografica contenga il template Bio e che i dati anagrafici siano correttamente compilati. Se il template Bio manca, inseriscilo tu stesso o, in alternativa, metti l'avviso {{tmp\|Bio}} che ne segnala la mancanza. Se i dati riportati sono sbagliati, correggi direttamente la voce biografica; le modifiche saranno visibili in questa lista entro pochi giorni. Per chiarimenti vedi il progetto biografie. La lista contiene solo le 135 persone che sono citate nell'enciclopedia e per le quali è stato implementato correttamente il template Bio. Pagina aggiornata al 18 ago 2025. |

- 1º novembre - Peppino Bocchio, calciatore italiano (n. 1933)
- 1º novembre - Skitch Henderson, pianista, direttore d'orchestra e compositore statunitense (n. 1918)
- 1º novembre - Michael Piller, sceneggiatore e produttore televisivo statunitense (n. 1948)
- 2 novembre - Jean Carson, attrice statunitense (n. 1923)
- 2 novembre - Renato Cominetti, attore, doppiatore e direttore del doppiaggio italiano (n. 1915)
- 2 novembre - Bruno Gramaglia, calciatore italiano (n. 1919)
- 2 novembre - Lajos Szentgáli, mezzofondista ungherese (n. 1932)
- 2 novembre - Ferruccio Valcareggi, calciatore e allenatore di calcio italiano (n. 1919)
- 3 novembre - Iginio Balderi, scultore italiano (n. 1934)
- 3 novembre - Hrvoje Bartolović, compositore di scacchi croato (n. 1932)
- 3 novembre - Aenne Burda, editrice tedesca (n. 1909)
- 3 novembre - Geoffrey Keen, attore britannico (n. 1916)
- 3 novembre - John William Yolton, storico della filosofia statunitense (n. 1921)
- 4 novembre - Nadia Anjuman, poetessa afghana (n. 1980)
- 4 novembre - Armando Magliotto, politico, partigiano e sindacalista italiano (n. 1927)
- 4 novembre - Mana Nishiura, batterista giapponese (n. 1971)
- 4 novembre - Sheree North, attrice, cantante e ballerina statunitense (n. 1932)
- 4 novembre - Graham Payn, attore e cantante sudafricano (n. 1918)
- 4 novembre - Amos Thomas, cestista statunitense (n. 1949)
- 4 novembre - Alessandro Vigevani, attivista e docente italiano (n. 1914)
- 5 novembre - Camilo Dagum, statistico argentino (n. 1925)
- 5 novembre - John Fowles, scrittore e saggista inglese (n. 1926)
- 5 novembre - Paul Rundell, cestista e allenatore di pallacanestro statunitense (n. 1925)
- 5 novembre - Bruno Vecchiarelli, politico italiano (n. 1920)
- 5 novembre - Link Wray, chitarrista e cantante statunitense (n. 1929)
- 6 novembre - Francesco De Masi, compositore e direttore d'orchestra italiano (n. 1930)
- 6 novembre - Minako Honda, cantante giapponese (n. 1967)
- 6 novembre - José Antonio Infantes Florido, vescovo cattolico spagnolo (n. 1920)
- 7 novembre - Silvano Labriola, politico e giurista italiano (n. 1935)
- 7 novembre - Harry Thompson, scrittore, produttore televisivo e commediografo inglese (n. 1960)
- 7 novembre - Cesarina Tibiletti, matematica italiana (n. 1920)
- 8 novembre - Lavinia Bazhbeuk-Melikyan, artista armena (n. 1922)
- 8 novembre - Francis Cheetham, scrittore britannico (n. 1928)
- 8 novembre - Bo Högberg, pugile e attore svedese (n. 1938)
- 8 novembre - Carola Höhn, attrice tedesca (n. 1910)
- 8 novembre - Alan Arthur Wells, ingegnere britannico (n. 1924)
- 9 novembre - Kocheril Raman Narayanan, politico indiano (n. 1920)
- 9 novembre - Günther Ohloff, chimico tedesco (n. 1924)
- 9 novembre - Marceau Sommerlinck, calciatore francese (n. 1922)
- 10 novembre - Fernando Bujones, ballerino e direttore artistico statunitense (n. 1955)
- 10 novembre - Marianne Mahn-Lot, storica francese (n. 1913)
- 10 novembre - Carlo Vittorio Testi, pittore, scultore e grafico italiano (n. 1902)
- 11 novembre - Keith Andes, attore statunitense (n. 1920)
- 11 novembre - Patrick Anson, V conte di Lichfield, fotografo e nobile inglese (n. 1939)
- 11 novembre - Maurits Coppieters, politico belga (n. 1920)
- 11 novembre - Peter Drucker, economista e saggista austriaco (n. 1909)
- 11 novembre - Miguel Gallardo, cantautore spagnolo (n. 1950)
- 11 novembre - Ján Karel, calciatore cecoslovacco (n. 1924)
- 11 novembre - Samira Munir, politica norvegese (n. 1963)
- 11 novembre - Lucho Olivera, fumettista argentino (n. 1942)
- 11 novembre - Amedeo Pariante, cantante e chitarrista italiano (n. 1915)
- 11 novembre - Paolo Viola, storico italiano (n. 1948)
- 11 novembre - Mustafa Akkad, produttore cinematografico e regista siriano (n. 1930)
- 12 novembre - Piero Foà, fisiologo e patologo italiano (n. 1911)
- 12 novembre - Joe Wade, allenatore di calcio e calciatore inglese (n. 1921)
- 12 novembre - Abdul Malik bin Sa'ud Al Sa'ud, principe e filantropo saudita (n. 1953)
- 13 novembre - Eddie Guerrero, wrestler statunitense (n. 1967)
- 13 novembre - Timur Kačarava, attivista russo (n. 1985)
- 13 novembre - Kazimierz Lipień, lottatore polacco (n. 1949)
- 14 novembre - Svein Bergersen, calciatore norvegese (n. 1930)
- 14 novembre - Attilio Mellone, francescano, religioso e letterato italiano (n. 1917)
- 14 novembre - Erich Schanko, calciatore tedesco (n. 1919)
- 15 novembre - Felipe de Alba, attore e avvocato messicano (n. 1924)
- 15 novembre - Virgilio Andrioli, giurista italiano (n. 1909)
- 15 novembre - Hanne Haller, cantante, compositrice e produttrice discografica tedesca (n. 1950)
- 15 novembre - Agenore Incrocci, sceneggiatore italiano (n. 1919)
- 15 novembre - Preston Robert Tisch, imprenditore statunitense (n. 1926)
- 16 novembre - Ralph Edwards, conduttore televisivo e attore statunitense (n. 1913)
- 16 novembre - Evelina Gori, attrice italiana (n. 1909)
- 16 novembre - Paul Noel, cestista statunitense (n. 1924)
- 16 novembre - Roger Ridley, cantante e chitarrista statunitense (n. 1948)
- 16 novembre - Henry Taube, chimico canadese (n. 1915)
- 16 novembre - Donald Watson, attivista britannico (n. 1910)
- 17 novembre - Michelangelo Alfano, imprenditore e mafioso italiano (n. 1940)
- 17 novembre - Andrea Cason, paroliere e scrittore italiano (n. 1920)
- 17 novembre - Erminio Mascherpa, ingegnere e giornalista italiano (n. 1943)
- 17 novembre - Sybil Shearer, coreografa, ballerina e scrittrice statunitense (n. 1912)
- 17 novembre - Gennaro Verolino, arcivescovo cattolico italiano (n. 1906)
- 18 novembre - Romano Bettarello, rugbista a 15 italiano (n. 1930)
- 18 novembre - Husayn al-Shafi'i, militare e politico egiziano (n. 1918)
- 18 novembre - Alfredo Carlo Moro, magistrato italiano (n. 1925)
- 18 novembre - Harold J. Stone, attore statunitense (n. 1913)
- 19 novembre - Erik Balling, regista danese (n. 1924)
- 19 novembre - Magui Bétemps, cantautrice italiana (n. 1947)
- 19 novembre - Peppino Corrias, politico italiano (n. 1929)
- 19 novembre - Francesco Somaini, scultore italiano (n. 1926)
- 19 novembre - Edy de Wilde, collezionista d'arte olandese (n. 1919)
- 20 novembre - Dodo Denney, attrice statunitense (n. 1927)
- 20 novembre - James King, tenore statunitense (n. 1925)
- 20 novembre - Chris Whitley, cantautore e chitarrista statunitense (n. 1960)
- 22 novembre - Frank Gatski, giocatore di football americano statunitense (n. 1921)
- 22 novembre - Elda Tattoli, attrice italiana (n. 1929)
- 23 novembre - Constance Cummings, attrice statunitense (n. 1910)
- 23 novembre - Nate Hawthorne, cestista statunitense (n. 1950)
- 24 novembre - Anna Lina Bagnoli Ravà, giurista italiana (n. 1925)
- 24 novembre - Giulio Giovannini, alpinista italiano (n. 1925)
- 24 novembre - Pat Morita, attore, comico e cabarettista statunitense (n. 1932)
- 24 novembre - Joseph Risso, generale e aviatore francese (n. 1920)
- 24 novembre - John Vlissides, informatico statunitense (n. 1961)
- 25 novembre - Alfredo Angeli, regista televisivo, regista cinematografico e sceneggiatore italiano (n. 1927)
- 25 novembre - George Best, calciatore nordirlandese (n. 1946)
- 25 novembre - Élisabeth Boselli, aviatrice e militare francese (n. 1914)
- 25 novembre - Richard Burns, pilota di rally britannico (n. 1971)
- 25 novembre - Carlo Perogalli, architetto e storico dell'architettura italiano (n. 1921)
- 25 novembre - Pierre Seel, scrittore francese (n. 1923)
- 25 novembre - Hassan Hosni Tawfik, schermidore egiziano (n. 1911)
- 26 novembre - Takanori Arisawa, compositore e arrangiatore giapponese (n. 1951)
- 26 novembre - Stan e Jan Berenstain, scrittore e illustratore statunitense (n. 1923)
- 26 novembre - Quirino Borin, politico italiano (n. 1914)
- 26 novembre - Mark Craney, batterista statunitense (n. 1952)
- 26 novembre - Bruno Hasbrouck Zimm, chimico statunitense (n. 1920)
- 26 novembre - Luigi Pierri, politico italiano (n. 1940)
- 26 novembre - Karl Wolf, calciatore tedesco orientale (n. 1924)
- 27 novembre - William Hatcher, filosofo, matematico e educatore canadese (n. 1935)
- 27 novembre - Joe Jones, cantautore, produttore discografico e avvocato statunitense (n. 1926)
- 27 novembre - Marc Lawrence, attore e regista statunitense (n. 1910)
- 28 novembre - Jack Concannon, giocatore di football americano statunitense (n. 1943)
- 28 novembre - Carl Forssell, schermidore svedese (n. 1917)
- 28 novembre - Anne-Marie Imbrecq, aviatrice francese (n. 1911)
- 28 novembre - Tony Meehan, batterista e compositore britannico (n. 1943)
- 28 novembre - David Roy Shackleton Bailey, filologo classico britannico (n. 1917)
- 29 novembre - David Di Tommaso, calciatore francese (n. 1979)
- 29 novembre - Polina Vladimirovna Gelman, aviatrice russa (n. 1919)
- 29 novembre - Viggo Jensen, calciatore danese (n. 1921)
- 29 novembre - Macon McCalman, attore statunitense (n. 1932)
- 29 novembre - Wendie Jo Sperber, attrice statunitense (n. 1958)
- 29 novembre - Jean de Senarclens, giurista e storico svizzero (n. 1916)
- 30 novembre - Sante Calogero, attore e doppiatore italiano (n. 1928)
- 30 novembre - Trento Cionini, incisore italiano (n. 1919)
- 30 novembre - Alessandro Cogolo, giornalista, traduttore e autore televisivo italiano (n. 1958)
- 30 novembre - Consalvo Dell'Arti, attore italiano (n. 1914)
- 30 novembre - Mario Lozano, attore argentino (n. 1913)
- 30 novembre - Jean Parker, attrice statunitense (n. 1915)
- 30 novembre - Jim Sasseville, fumettista e designer statunitense (n. 1927)
- 30 novembre - Herbert L. Strock, regista, produttore televisivo e montatore statunitense (n. 1918)